# Buck Creek (Indiana)
Buck Creek es un lugar designado por el censo ubicado en el condado de Tippecanoe en el estado estadounidense de Indiana. En el Censo de 2010 tenía una población de 207 habitantes y una densidad poblacional de 688,99 personas por km².

## Geografía
Buck Creek se encuentra ubicado en las coordenadas 40°29′15″N 86°45′44″O / 40.48750, -86.76222. Según la Oficina del Censo de los Estados Unidos, Buck Creek tiene una superficie total de 0.3 km², de la cual 0.3 km² corresponden a tierra firme y (0%) 0 km² es agua.

## Demografía
Según el censo de 2010, había 207 personas residiendo en Buck Creek. La densidad de población era de 688,99 hab./km². De los 207 habitantes, Buck Creek estaba compuesto por el 100% blancos, el 0% eran afroamericanos, el 0% eran amerindios, el 0% eran asiáticos, el 0% eran isleños del Pacífico, el 0% eran de otras razas y el 0% pertenecían a dos o más razas. Del total de la población el 0% eran hispanos o latinos de cualquier raza.